# Marilyn Ghigliotti
Marilyn Ghigliotti (10 de agosto de 1961) es una actriz estadounidense, reconocida por su papel como Veronica Loughran en la película Clerks del director Kevin Smith.
Smith la seleccionó para el papel dada su facilidad para llorar luego de realizar un monólogo para la audición. Luego audicionó para otra película de Smith, Mallrats, y le fue ofrecido el papel de Kim en Chasing Amy, pero no se sentía a gusto con la escena en la que tenía que besar a otra chica. Ha aparecido en otras producciones cinematográficas como Lake Eerie (2015), Shooting Clerks (2015) y Get a Job (1998).

## Filmografía
- Lake Eerie como Realtor (2015)
- Shooting Clerks como Ali Thomlyn (2015)
- Starship: Rising como Xarsis (2014)
- Alien Armageddon como Macy (2011)
- Dead and Gone como Enfermera Clark (2008)
- 5 (2005)
- A Packing Suburbia (1999)
- Get a Job (1998)
- Flesh Eaters from Outer Space (1998)
- Jacker II: Descent to Hell (1996)
- Clerks (1994)
- Invasion for Flesh and Blood (1994)